# An Acoustic Night at the Theatre
An Acoustic Night At The Theatre es el segundo álbum en vivo de la banda neerlandesa Within Temptation fue lanzado entre octubre-noviembre del 2009.Tiene la participación de 
Chris Jones en la canción Utopia. Fue grabado durante el Theatre Tour en noviembre de 2008.

## Canciones
1. "Towards the End" – 03:27
2. "Stand My Ground" – 03:53
3. "Caged" – 05:19
4. "All I Need " – 05:20
5. "Frozen" – 04:31
6. "Somewhere" (Feat. Anneke van Giersbergen) – 04:19
7. "The Cross" – 04:57
8. "Pale" – 05:08
9. "What Have You Done" (con. Keith Caputo) – 04:33
10. "Memories" – 04:00
11. "Forgiven" – 04:42
12. "Utopia" (con. Chris Jones) – 03:49

## Personal
- Peter Brandt – ingeniero
- Jules Buckley – conductor, arreglos orquestales
- Keith Caputo – vocalista invitado
- Mike Coolen – percussion, batería
- Sharon den Adel – compositora, vocalista
- Rayann Elzein – fotografía
- Daniel Gibson – arreglos, compositor, productor
- Stefan Glaumann – mezclador
- Olivia Jehel – fotografía
- Juno Jimmink – ingeniero, edición
- Ruud Jolie – guitarra
- Chris Jones – vocalitas
- Han Kooreneef – compositor
- Patrick Mühren – mezclador
- Red Limo String Quartet – violín, violonchelo
- Martijn Spierenburg – compositor, tecladista, ingeniero, edición
- Anneke van Giersbergen – vocalita invitada
- Stephen van Haestregt – batería
- Jeroen van Veen – bajo
- Robert Westerholt – guitarras, compositor
- Within Temptation – productor

## Posicionamiento
| Listas (2009)                   | Pico de poción |
| ------------------------------- | -------------- |
| Dutch Albums Chart              | 4              |
| Portuguese Albums Chart         | 28             |
| Belgian Albums Chart (Flanders) | 31             |
| Swiss Albums Chart              | 35             |
| Austrian Albums Chart           | 38             |
| German Albums Chart             | 46             |
| Belgian Albums Chart (Wallonia) | 47             |
| Spanish Albums Chart            | 74             |
| French Albums Chart             | 89             |